# Dödskalle

Piratflaggan Jolly Roger.

Ortodoxa fanbärarnas unions flagga.

Četnicis flagga.

Dödskallen är en symbol bestående av ett kranium, oftast ett mänskligt. Det vanligaste sättet att använda dödskallen är som en symbol för död, dödlighet eller livsfara. Det finns dock exempel på att symbolen använts som en påminnelse om döden, och en uppmaning att njuta av livet medan det pågår.

## Användning

### Historiskt
Tecknet med dödskalle och korslagda ben har använts i hundratals år och är mest förknippad med sjöröveri, bland annat i den klassiska sjörövarflaggan Jolly Roger och i vanitasmotiv. Symbolen blev vanlig först under medeltiden. På 1300-talet började dödskallen användas allmänt i konst och ornamentik som en symbol för död och förgänglighet.
Dessutom är dödskallen en viktig symbol inom militären. Sedan mitten av 1700-talet har dödskallesymboler officiellt använts inom den europeiska militären. Ett av de första regementena att anta dem var de friderikanska husarerna 1741, även kända som "Dödskallehusarerna". Från denna tradition har dödskallen blivit en viktig symbol inom den tyska militären. Den användes i den preussiska armén, efter första världskriget av Freikorps, och i det nationalsocialistiska Tyskland av Wehrmacht och SS. Dödskallesymboler i modern tid har använts av enheter inom bland annat italienska, polska, brittiska, australiska och sydkoreanska armén, liksom av vissa bataljoner inom amerikanska marinkåren. Vanligen förknippas symbolen med nazistiska SS under andra världskriget.

### Nutid
Dödskallen används bland annat i symbolen för gift. Dödskallen är en av de ting som ingår i en "carput mortuum" som används inom frimureriet. I den mexikanska helgdagen De dödas dag är dödskallen ett viktigt inslag.

### Kulturen
En av de mest kända illustrationerna med dödskallen inom kulturen är troligen i Shakespeares drama Hamlet, där huvudpersonen talar till en dödskalle.

## Bilder

Den 3:e SS-divisionens emblem.
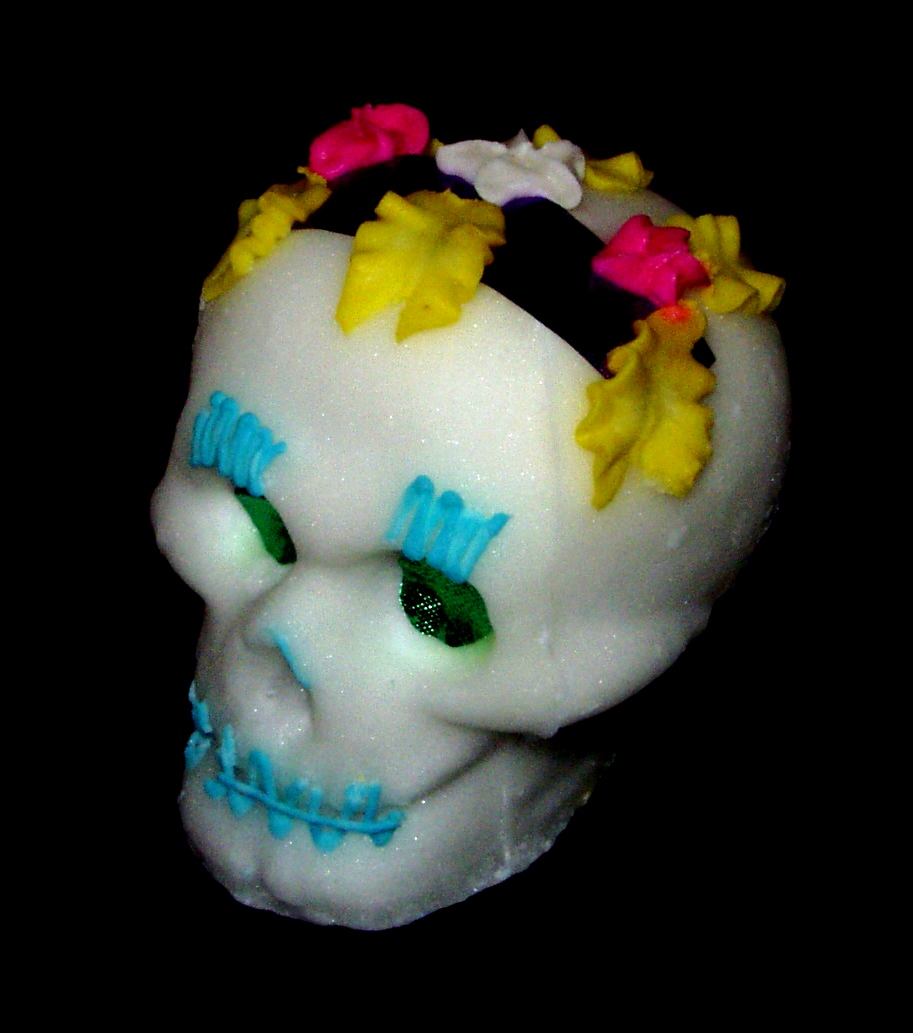
Ett bakverk i form av en dödskalle, vanligt inslag vid De dödas dag.
Standardsymbolen i EU för gift.
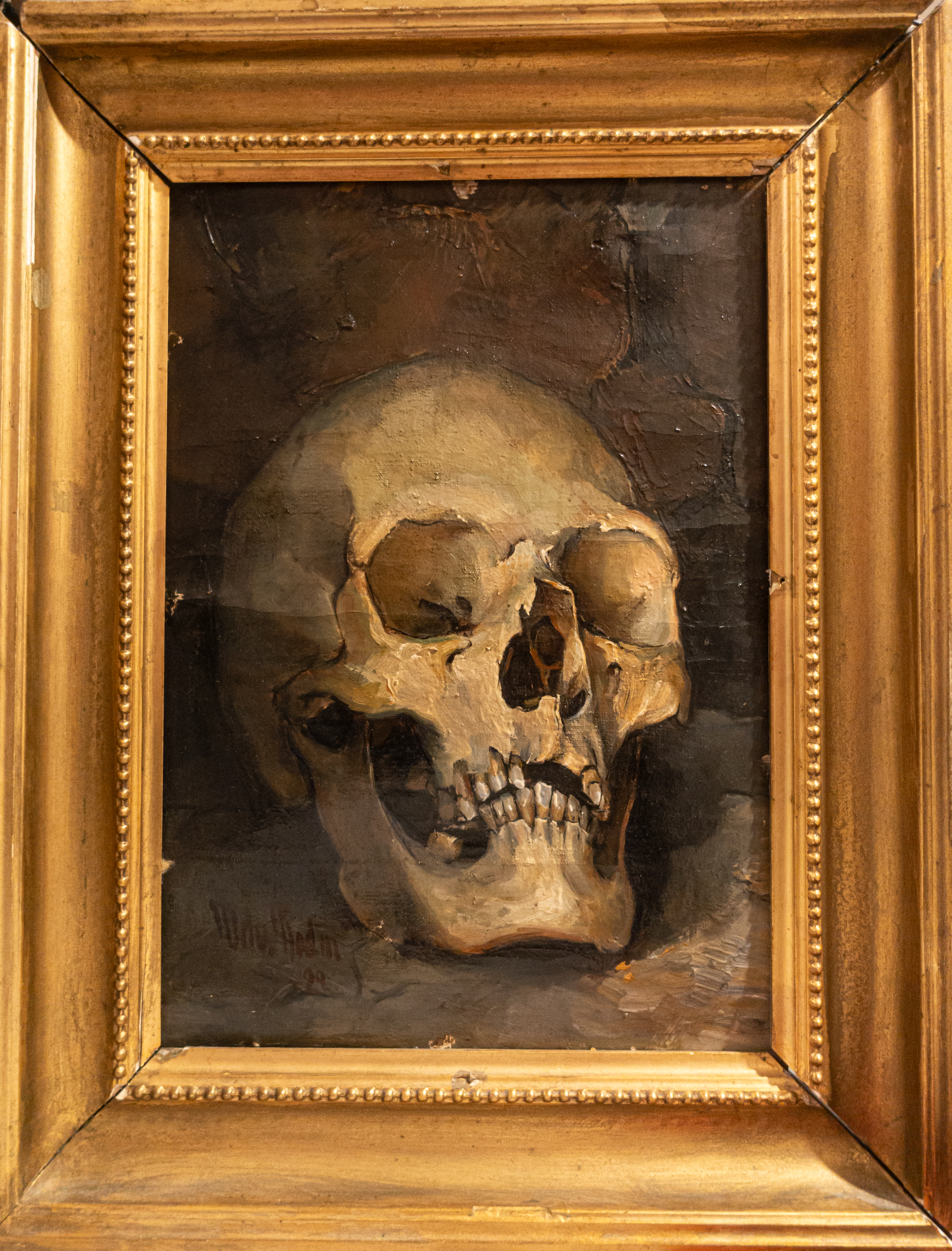
Dödskalletavla i olja.